# Theodor Kalide

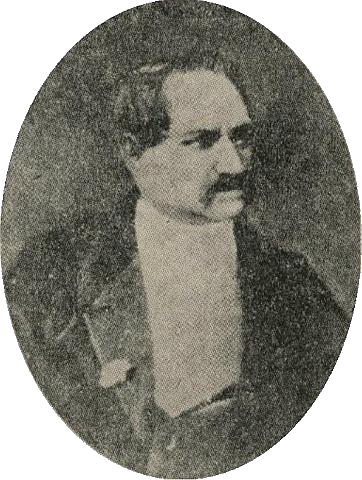
Theodor Kalide

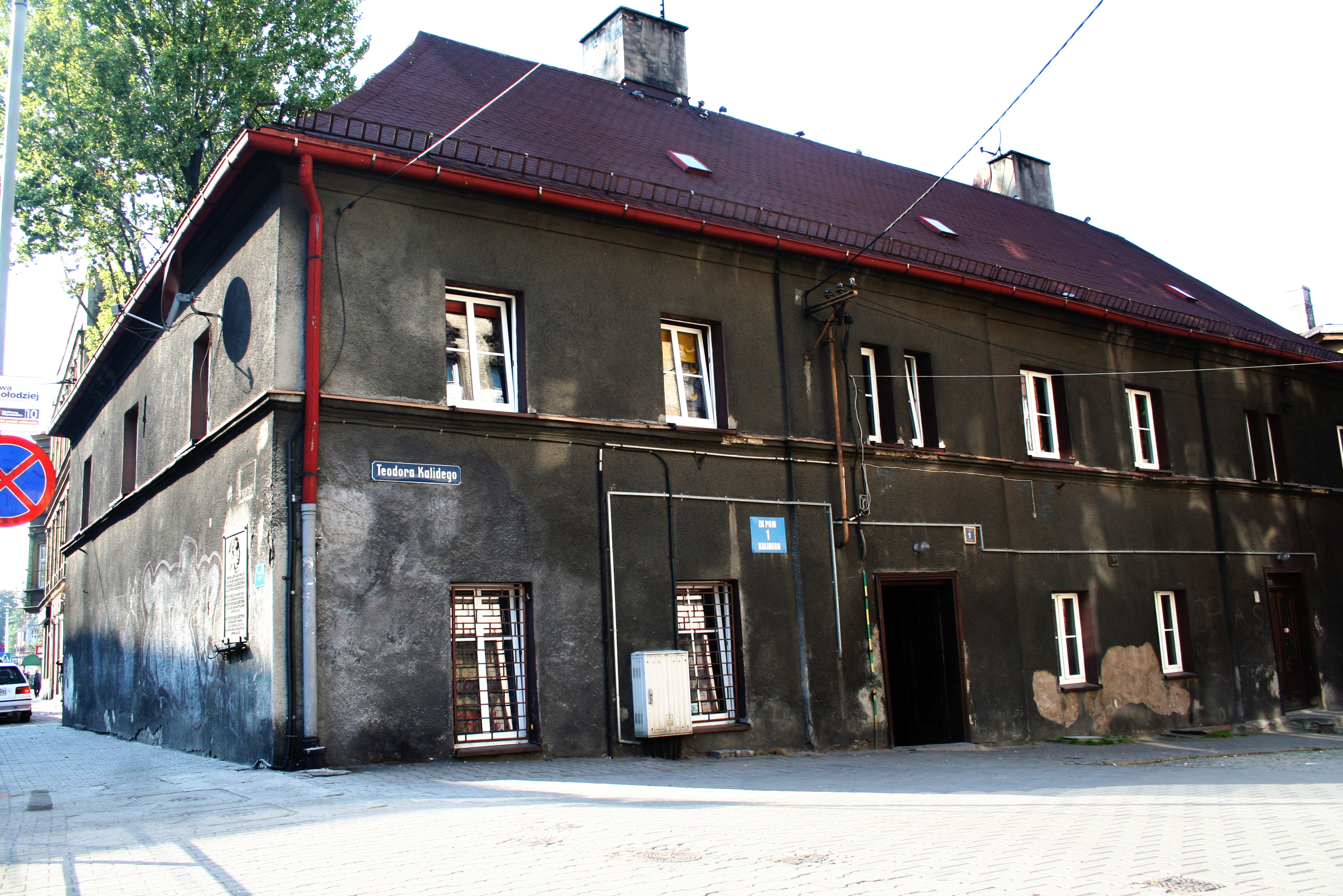
Geburtshaus von Theodor Erdmann Kalide

Theodor Erdmann Kalide (* 8. Februar 1801 in Königshütte; † 23. August 1863 in Gleiwitz, Oberschlesien) war ein deutscher Bildhauer und ein wichtiger Vertreter der Berliner Bildhauerschule, der nachhaltig auf die Entwicklung von Tierplastik und Mensch-Tier-Gruppen gewirkt hat.

## Leben und Werk
Theodor Erdmann Kalide stammte aus Königshütte (heute Chorzów) in Oberschlesien und gelangte auf Empfehlung des Oberbergamts um 1818/1819 nach Berlin. Dort studierte er an der Königlich Preußischen Akademie der Künste. Etwa zu dieser Zeit trat er in die Werkstatt des Bildhauers Johann Gottfried Schadow ein. Danach wurde er in das Bildhaueratelier von Christian Daniel Rauch übernommen.
Unter Leitung von Rauch schuf Kalide den Schlafenden Löwen, von dem ein Bronzeguss auf das Grabmonument für General Gerhard von Scharnhorst auf dem Invalidenfriedhof in Berlin gelangte, sowie als Gegenstück den Wachenden Löwen. Auch die beiden Hirsch-Plastiken für Schloss Neustrelitz entstanden unter Rauchs Aufsicht, daher wird in beiden Fällen die Urheberschaft in der Forschung häufig Rauch zuerkannt.
Kalide ist einer der wenigen akademischen Bildhauer, die bei den beiden epochemachenden Künstlern der ersten Jahrhunderthälfte, Schadow und Rauch, ausgebildet und längere Zeit beschäftigt bzw. gefördert wurden. Seine frühen Arbeiten entstanden in deren Ateliers. Rauch blieb er noch bis zur Gründung seiner eigenen Bildhauerwerkstatt verpflichtet, Schadow war er nachweislich noch länger freundschaftlich, sowie künstlerisch verbunden.
Aus Kalides Frühwerk sind drei kleinplastische Reiterfiguren bekannt, Statuetten von Friedrich II. (Preußen), Friedrich Wilhelm III. (Preußen) und vom Kronprinzen (dem zukünftigen Friedrich Wilhelm IV.), die in Eisen- und in Bronzeguss hergestellt wurden. Diese drei Reiterstatuetten erfreuten sich großer Beliebtheit und wurden auch vom Preußischen Königshaus angekauft. Die Darstellung der Pferde selbst galt seinerzeit aufgrund der Naturtreue der Tierdarstellung als wegweisend; die Pferdefiguren wurden auch ohne Reiter in verschiedenen Materialien vervielfältigt. Mit der natürlichen Wiedergabe von Tieren befasste sich Kalide fortan, und sein Rang unter den Tierbildhauern und sein Einfluss auf die nachfolgenden ist unbestritten.
Auch Kalides erstes lebensgroßes Werk ganz nach eigener Erfindung, Knabe mit Schwan, zeugt davon. Die Mensch-Tier-Gruppe wurde im Auftrag Friedrich Wilhelms III. in Bronze für den Charlottenburger Schlossgarten ausgeführt. Diese Figurengruppe hatte großen Erfolg, wurde auf zahlreichen Gewerbeausstellungen prämiert und mehrfach in Eisen- und Zinkguss hergestellt; Exemplare der Gruppe wurden weltweit verkauft, gelangten beispielsweise auf die Isle of Wight (Park von Osborne House) und in den Central Park in New York.
Dem Kunsthandwerk nahestehend sind seine plastischen Arbeiten an Pokalen für den Hofgoldschmied Johann George Hossauer, sowie an Taufständer und Leuchter-Paar nach Entwürfen von Karl Friedrich Schinkel; letztere stehen heute (mit späteren historistischen Ergänzungen) im Chorraum des Berliner Doms; die Taufbecken waren zunächst für die Berliner Vorstadtkirchen bestimmt, die ab 1932 nach Schinkels Entwürfen errichtet wurden und kamen auch in Wittenberg (Schlosskirche, Taufstein Schlosskirche Wittenberg) und Neuhardenberg (Schinkelkirche) zur Aufstellung. In der Tradition der hossauerschen Prunkgefäße steht auch Kalides Riesenvase, die antiken Werken, wie der Warwick-Vase verpflichtet ist. Für das 1832 auf der Akademie-Ausstellung präsentierte Modell für die monumentale Vase mit allegorischen Darstellungen, die Kalide Friedensvase nannte (auch als „Provinzen-Vase“ bezeichnet), erlangte der Bildhauer von Friedrich Wilhelm III. (Preußen) den Auftrag für die große Bronze-Ausführung, die im Park Sanssouci im Laubengang gegenüber dem Neuen Palais aufgestellt wurde (davon zeugt heute noch der leere Sockel, das kriegsbeschädigte Gefäß wird im Depot verwahrt).
Von seiner einzigen Italien-Reise 1846 nach Berlin zurückgekehrt, realisiert Kalide das Modell seiner bekanntesten Mensch-Tier-Gruppe in Marmor; die Komposition zeigt eine berauschte Bacchantin, die rücklings auf einem Panther liegt. Diese erste nachweisbare Arbeit in Stein von seiner Hand, deren Ausführung ihm durch Franz von Winckler ermöglicht wurde, wird in der Regel als sein Hauptwerk angesehen. Wenn das Werk bei öffentlichen Ausstellungen auch polarisierte und vom Auftraggeber letztendlich nicht abgenommen wurde, trifft es nicht zu, dass es als Skandalon Grund für das Ende von Kalides Karriere war, denn seinerzeit fand die Marmor-Gruppe durchaus Anerkennung. Dennoch gelang der Verkauf an eine öffentliche Sammlung erst am Ende des 19. Jahrhunderts: Die Nationalgalerie ermöglichte ihre dauerhafte museale Ausstellung, bis sie während der Zerstörung des Treppenhauses im Zweiten Weltkrieg schwer beschädigt wurde (als Torso erhalten, war sie zeitweise (1987–2012) in der Friedrichswerderschen Kirche ausgestellt; seit der Wiedereröffnung verbleibt sie im Depot).
Für Königshütte modellierte Kalide das Standbild für das Denkmal des Ministers Friedrich Wilhelm von Reden in Bergmannsuniform; die Bronze-Statue wurde 1853 auf dem Grubengelände errichtet (1945 abgebrochen). Fortan beteiligte sich der in Berlin tätige Bildhauer mit Entwürfen für Statuen und Reiterstandbilder an Denkmalkonkurrenzen. Das Monument für Franz von Winckler in Kattowitz (polnisch Katowice) fiel der Zerstörung anheim.
Kalides Spätwerk gehören die Gruppe Knabe mit Ziegenbock im Kampf (Modell verschollen, kein erhaltenes Exemplar nachweisbar) und eine Madonnenstatue aus Marmor für die „Kreuzkirche“ in Miechowitz (polnisch Miechowice) bei Beuthen (polnisch Bytom) an. Der den Bock abwehrenden Knaben ist ein Rückgriff auf die Bacchantin. Die Marienfigur für Miechowitz blieb Kalides einzige lebensgroße sakrale Figur und befindet sich noch heute am ursprünglichen Aufstellungsort. Die Marmorstatue zählt mit zwei Mensch-Tier-Gruppen (Knabe mit Schwan, Mädchen mit Lyra) in Metallguss zu den wenigen erhaltenen lebensgroßen Bildwerken Kalides. Dieser Umstand, und jener, dass Kalides Hoffnung auf einen weiteren Auftrag für ein öffentliches Denkmal-Denkmal unerfüllt blieb, mögen als Grund für seine heutige geringe Bekanntheit herangezogen werden.
Theodor Kalide, der bis zuletzt sein Bildhauer-Atelier in Berlin (Unter den Linden, Ecke Pariser Platz) führte, starb im Jahr 1863 an den Folgen eines Schlaganfalls in Gleiwitz (polnisch Gliwice). Er wurde auf dem Gleiwitzer Hüttenfriedhof begraben. Im Zuge der „Wiederherstellung“ des 1948 aufgelassenen und anschließend verfallenen Gräberfelds wurde sein Grabmal im Jahr 2005 rekonstruiert. Von Kalides Aussehen zeugen ein gipsernes Relief-Tondo seines Künstlerkollegen Christian Heinrich Hesemann aus dem Jahr 1838, ein undatiertes Porträt in Öl und eine Fotografie (um 1855, s. o.).

## Werke (Auswahl)

### Skulpturen und Plastiken
- Berlin

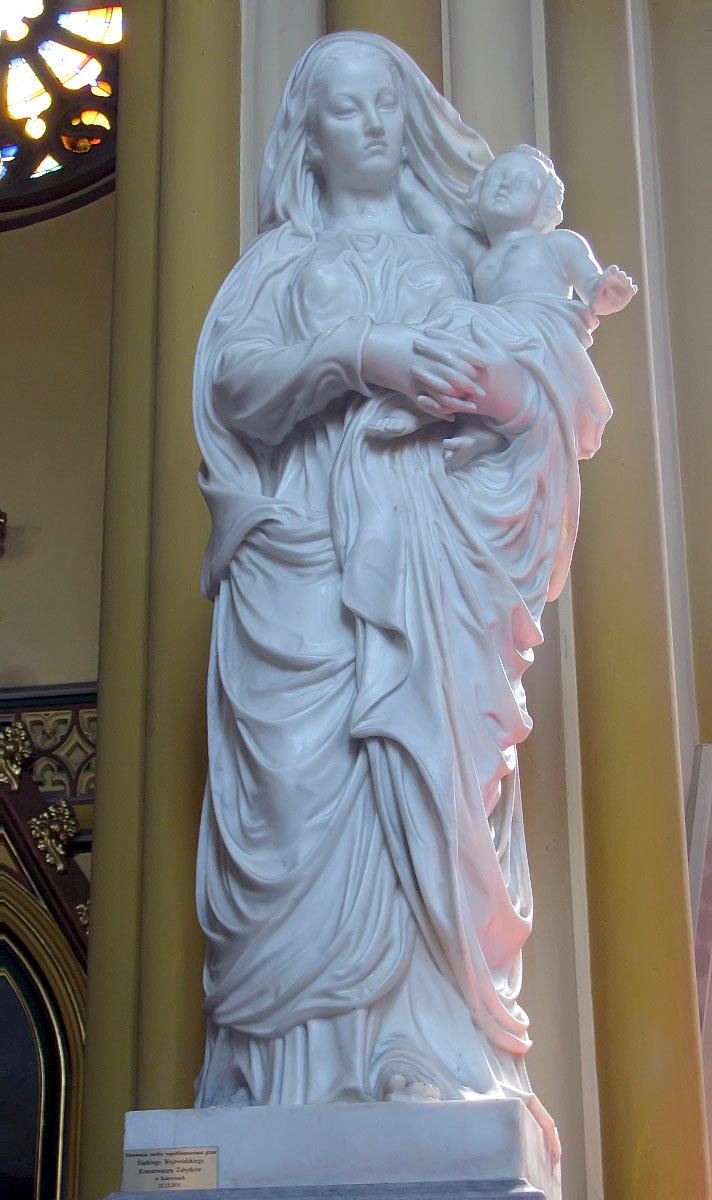
Bytom, Madonna in Marmor

  - Schlafender Löwe (Bronzeguss) auf dem Scharnhorst-Grabdenkmal von Christian Daniel Rauch mit Reliefs von Christian Friedrich Tieck, Invalidenfriedhof
  - Zwölf Apostel (Gips, 1833) in der Aula des Gymnasiums zum Grauen Kloster (verschollen)
- Bad Carlsruhe (Schlesien)
  - Ruhender Löwe (Eisenguss) auf dem Denkmal des Herzogs von Württemberg im Schlosspark
- Beuthen (pl. Bytom), Heiligkreuzkirche in Miechowitz (pl. Miechowice)
  - Madonna (Marmor, 1856 bis 1860)
- Dortmund
  - Grabdenkmal für Berghauptmann Karl Theodor Jacob (Pyramide mit abgebrochener Spitze)
- Kattowitz (Schlesien)
  - Winckler-Denkmal (errichtet 1853, zerstört)
- Königshütte (Schlesien)
  - Standbild des preußischen Berghauptmanns und Ministers Friedrich Wilhelm von Reden (Bronzeguss), errichtet 1853 (zerstört)
- Neustrelitz
  - Paar lagernder Hirsche (Bronzeguss) auf den Torpfeilern des Schlossparks
- Neuhardenberg
  - Taufstein (Eisenguss) in der Schinkelkirche
- Potsdam
  - Friedensvase (Bronzeguss) im Park am Neuen Palais (entfernt)
- Rüdersdorf
  - Büsten Friedrich Wilhelm Graf v. Reden und
  - Friedrich Anton von Heinitz (Sandstein, 1860) am Tor des Redenkanals (übererdet)
- Wittenberg
  - Taufstein (Eisenguss) in der Schlosskirche

### Frühe Werke auf den Berliner Akademie-Ausstellungen
- Reiterstatuette König Friedrichs II. (des Großen), 1826
- Reiterstatuette König Friedrich Wilhelms III., 1828
- Reiterstatuette des Kronprinzen Friedrich Wilhelm (IV.), 1830

### Nicht ausgeführte Werke (Entwürfe)
- Breslau
  - Reiterstandbild König Friedrich II., 1839
  - Standbild König Friedrich Wilhelm III.
- Berlin-Mitte
  - Standbild Joh. Joachim Winckelmann, für die Vorhalle des Alten Museums, um 1842
  - Reiterstandbild König Friedrich Wilhelm III.
  - Friedrich-Schiller-Denkmal, 1862
- Köln
  - Reiterstandbild König Friedrich Wilhelm III., 1861

## Galerie

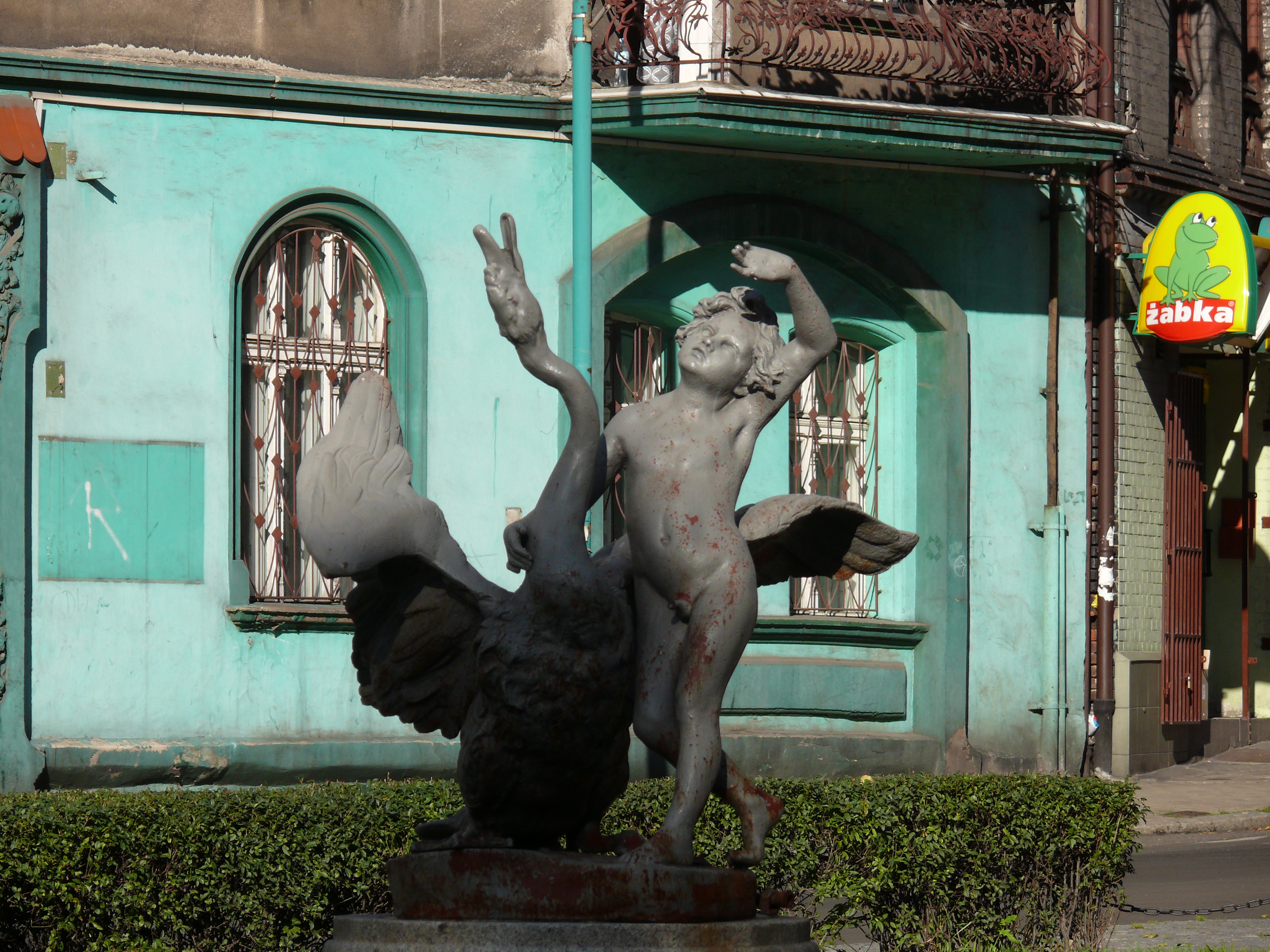
Knabe mit Schwan, Königshütte O.S., Matejko Platz
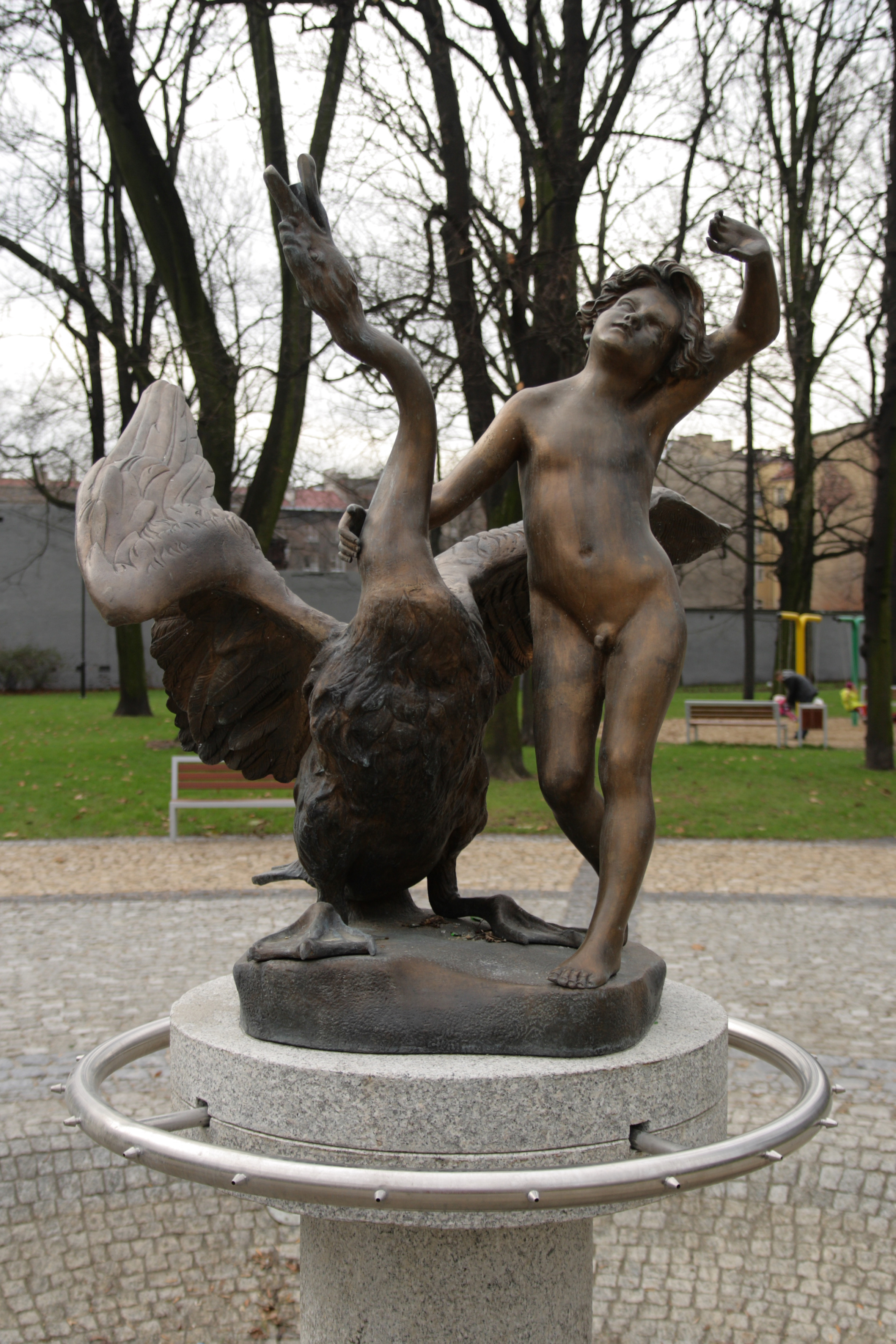
Knabe mit Schwan, Gleiwitz O.S.
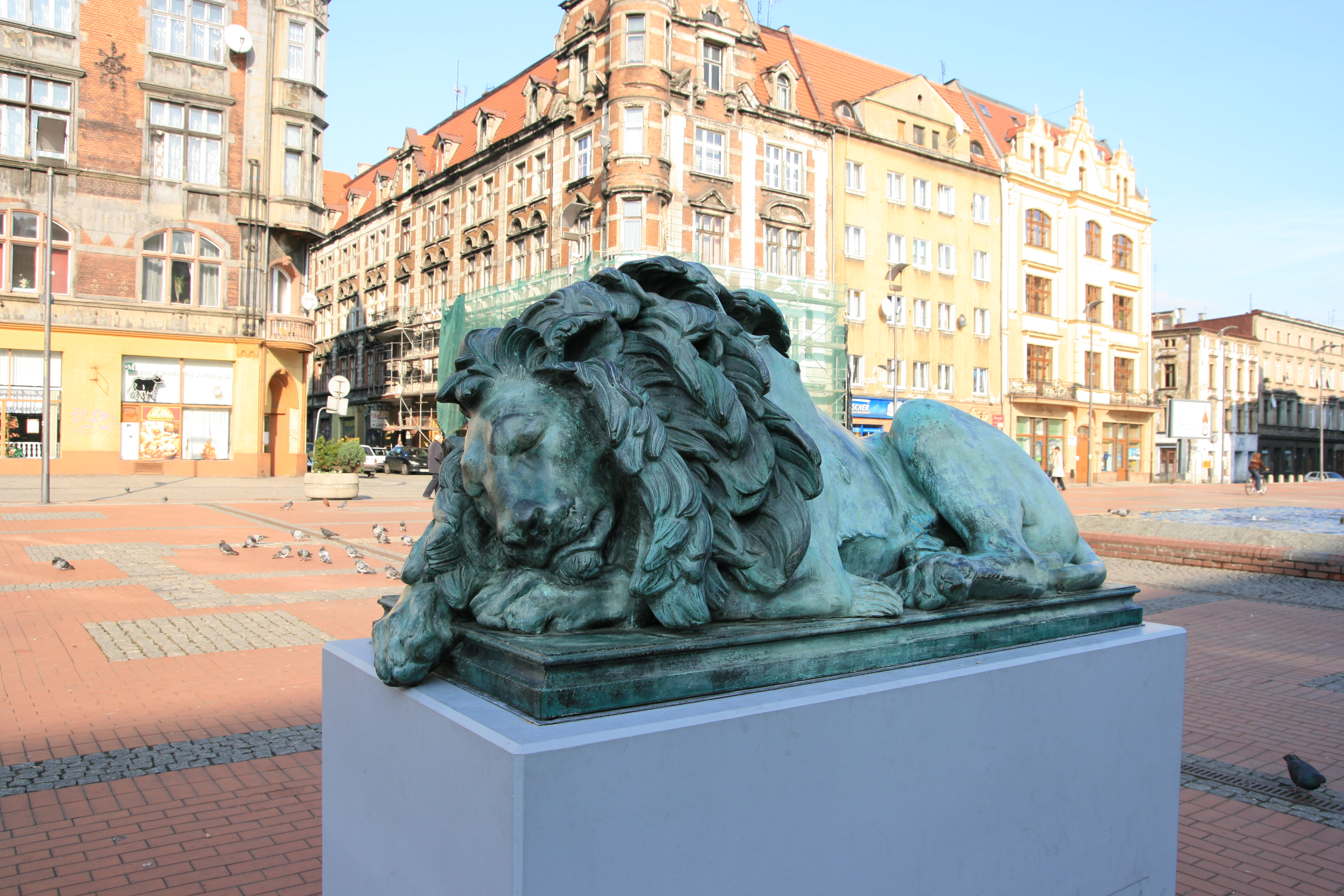
Schlafender Löwe, Beuthen O.S. Marktplatz
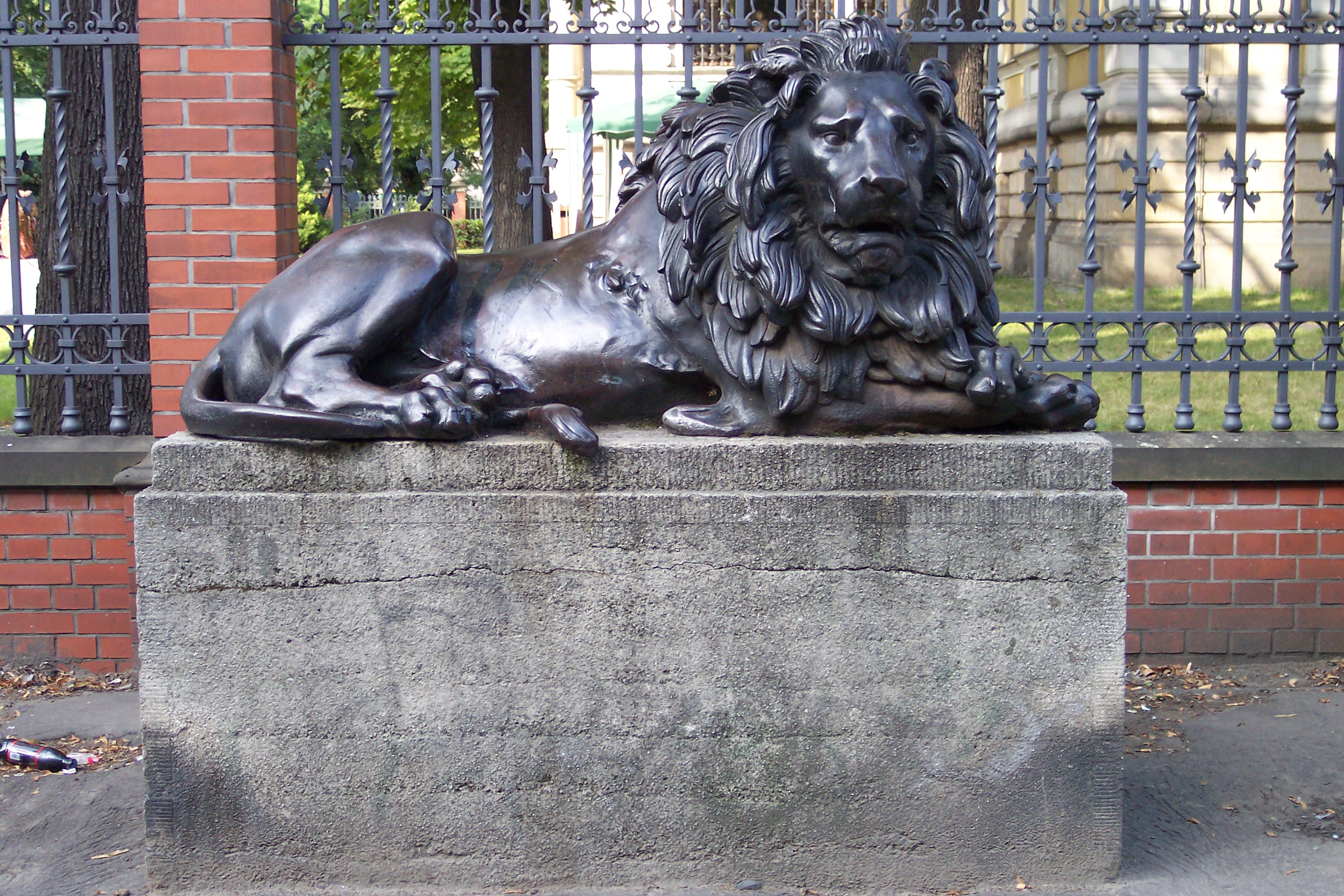
Wachender Löwe, Gleiwitz O.S., Villa Caro
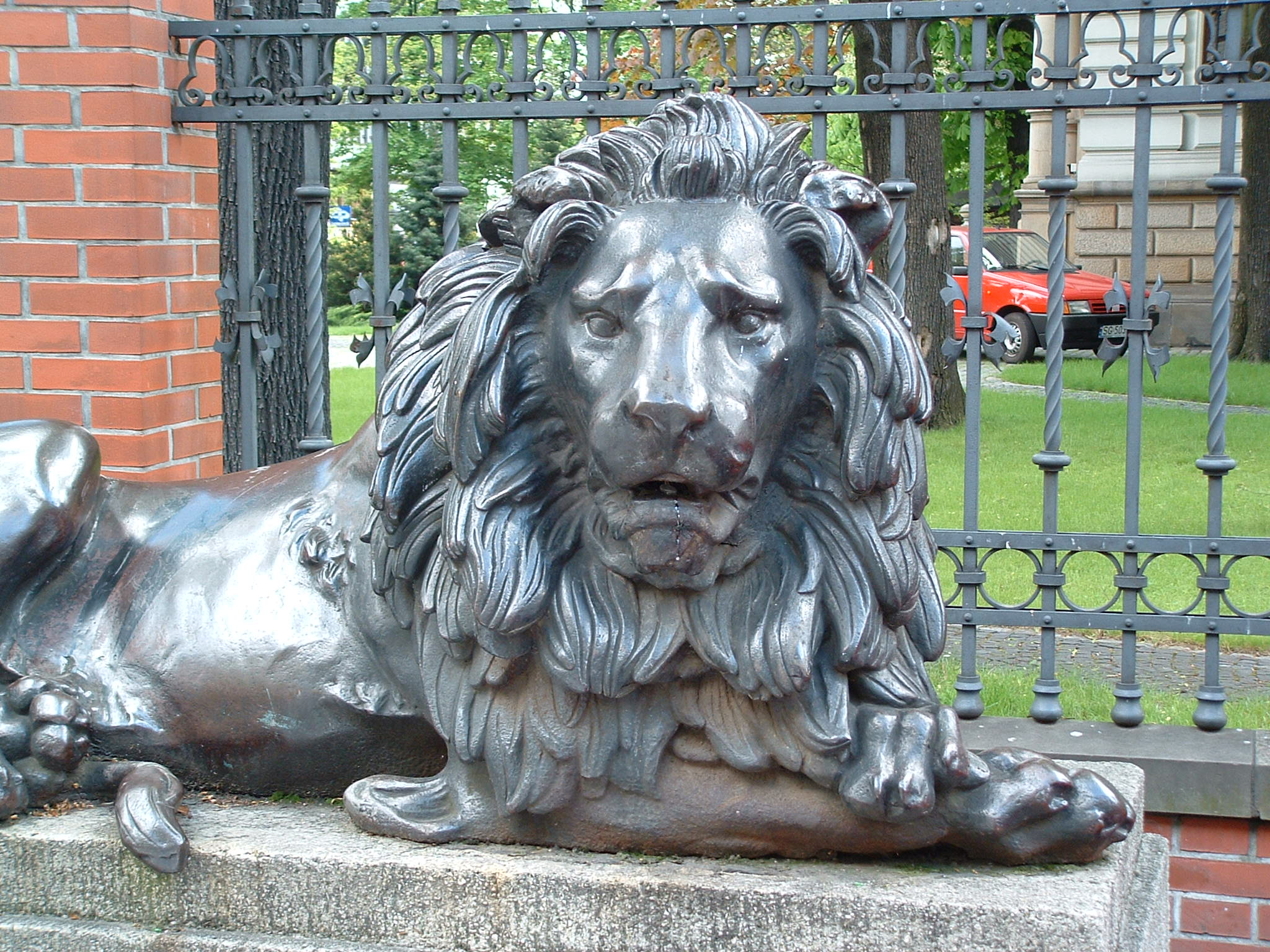
Wachender Löwe, Gleiwitz O.S., Villa Caro
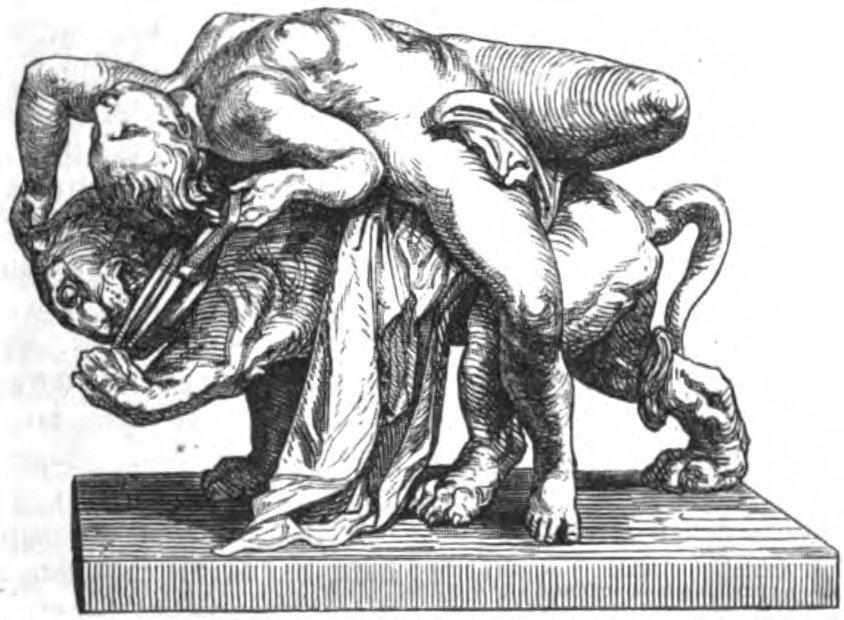
Figurengruppe Bacchantin, Theodor Kalides Hauptwerk.
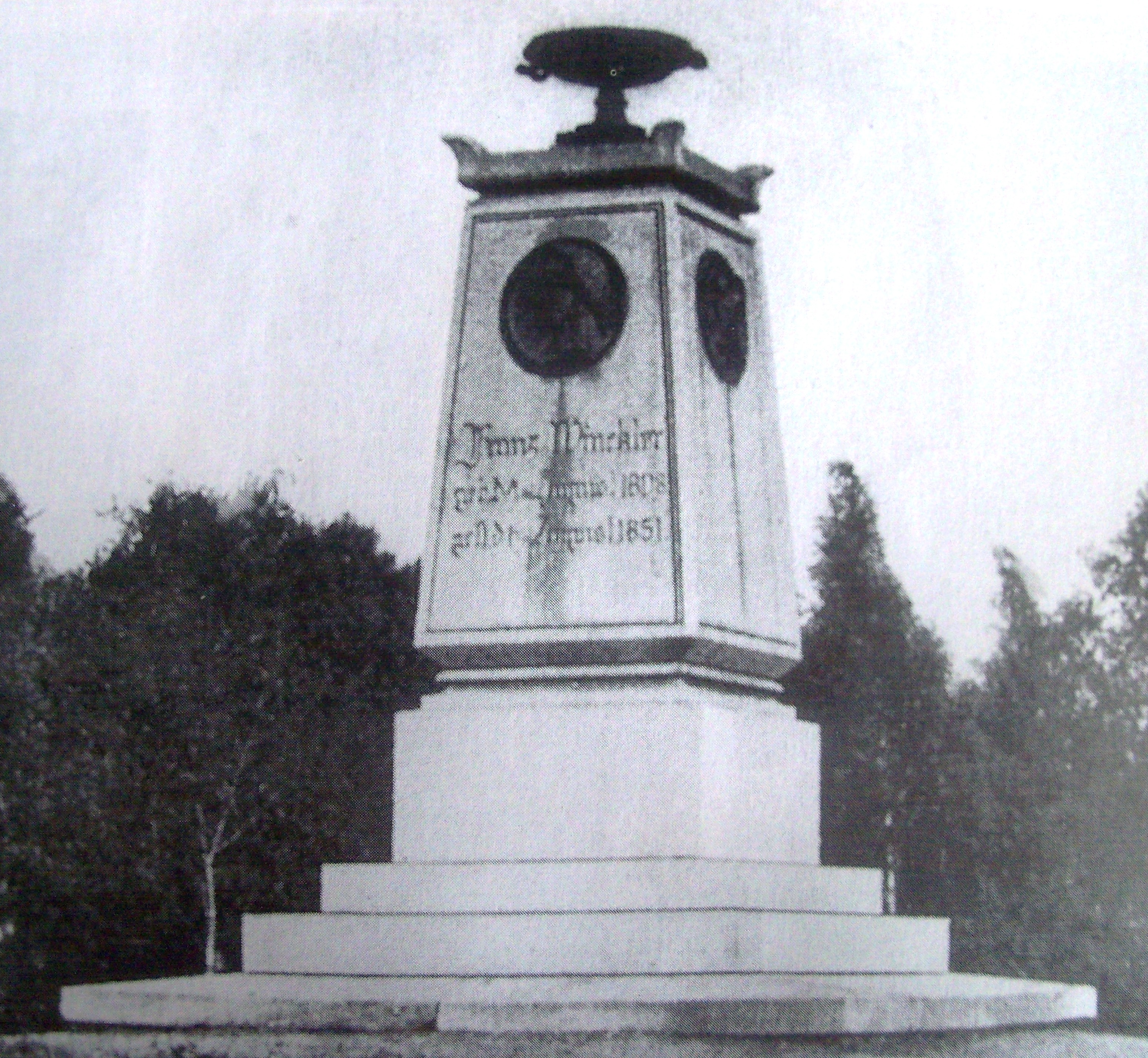
Winckler-Denkmal in Kattowitz